# Reportaż (zespół muzyczny)
Reportaż – polska grupa muzyczna grająca zaangażowaną społecznie muzykę eksperymentalną i improwizowaną zaliczaną do rocka awangardowego rozwiązana w kwietniu 2018 r.
Grupa powstała w 1982 w Poznańskim Liceum Sztuk Plastycznych po rozwiązaniu punk rockowej grupy Sten i nowofalowej grupy SOC. Występowała jako trio w składzie Andrzej Karpiński, Piotr Łakomy, Marzena Kaczmarek (po mężu Karpińska). Rok później do grupy dołączył Jacek Hałas. Autorem tekstów i większości kompozycji był Andrzej Karpiński, a opiekunem grupy Henryk Palczewski z ARS2.
Atmosferę koncertów tworzyła scenografia, ręcznie malowane obrazy i monologi. Teksty skupiały się na relacjach społecznych, polityce i stanowiły podstawę projektu. Muzyka była przestrzenią do reporterskiego przekazu. W latach 80. XX w., muzyka Reportażu została wydana na wielu kasetach i płytach niezależnych wydawnictw z Polski, USA, Belgii, Francji i Włoch m.in. płyta długogrająca Up the River (Recommended Records 1988), Reportaż (Tonpress, 1987).
Promocją grupy zajmował się Henryk Palczewski, Chris Cutler i Guigou Chenevier. Reportaż współpracował z najpoważniejszymi wydawnictwami niezależnej sceny rockowej (ReR Megacorp, Cuneiform Records, Inoui Productions, ARS2), koncertował na wielu festiwalach (np. Marchewka'87) obok znanych artystów (The Wooden Birds, David Thomas, Chris Cutler, The Ex, Test Dept, Minimal Compact, Kempec Dolores, Familija Radio Varsawa, Pociąg Towarowy). W 1985 r. zespół odbył trasę koncertową ze Skeleton Crew (Fred Frith, Tom Cora).
Grupa uczestniczyła w sesjach nagraniowych muzyki Lecha Jankowskiego do filmów braci Quay (np. Instytut Benjamenta), współpracowała z Polskim Radiem (muzyka dla teatru, słuchowisk i reportaży radiowych).
Od 2002 r. Andrzej Karpiński kontynuował działalność zespołu jako Reportaż solo'. Nagrał i wydał swoje reportaże na płytach CD: Gulasz z serc i Muzyka do tańca (materiał dla Polskiego Teatru Tańca 2003). Projekty te prezentował na festiwalach muzycznych, teatralnych i filmowych (Malta, Era Nowe Horyzonty, Zdaerzenia 2003/2004).
Prowadził serię 20. koncertów na puszkach po farbach (Automechanika, Frankfurt nad Menem, 2004), a z francuskim gitarzystą Nicolasem Chatenoud założył w 2005 r. duet Pogofonic, z którym koncertował w kraju i za granicą (m.in. na Gare aux Oreilles w Avignon/Coustellet, 2007).
Od 2004 r. Reportaż stanowił duet Andrzeja Karpińskiego z najpierw kontrabasistą Bogdanem Mizerskim, a potem z pianistą i operatorem urządzeń analogowych Witoldem Oleszakiem, z którym nagrał płytę CD Bezsensory (ARS2, 2005). Duet koncertował też z wirtuozem liry korbowej Pascalem Lefeuvre (2004), Fredem Frithem (2006) i z Chrisem Cutlerem (2008).
W 2010 r. skład zespołu powrócił niemal do punktu wyjścia. W duecie z Marzeną Karpińską Reportaż rozpoczął serię eksperymentów na słowo, głos i perkusję.

## Skład
|  | 1982 | Karpiński, Łakomy, Kaczmarek (Karpińska) |
|  | 1983 | Karpiński, Łakomy, Hałas                 |
|  | 1985 | Karpiński, Łakomy, Dąbrowski, Paluch     |
|  | 1988 | Karpiński, Dąbrowski, Paluch             |
|  | 1990 | Działalność zespołu zawieszona           |
|  | 2000 | Karpiński, Dąbrowski, Paluch             |
|  | 2002 | Karpiński                                |
|  | 2004 | Karpiński, Mizerski                      |
|  | 2004 | Karpiński, Oleszak                       |
|  | 2007 | Karpiński, Chatenoud                     |
|  | 2010 | Karpiński, Karpińska                     |
|  | 2013 | Karpiński                                |

- Andrzej Karpiński – perkusja, instrumenty klawiszowe, mandolina, procesory efektowe, śpiew, teksty, rysunki, scenografia (1982–2018)
- Piotr Łakomy – gitara basowa, dzwonki, śpiew, rysunki (1982–1988)
- Marzena Karpińska – instrumenty klawiszowe, śpiew (1982–1983), melodeklamacje (2010- 2015)
- Jacek Hałas – fortepian, instrumenty klawiszowe, trąbka, mandolina (1983–1985)
- Arnold Dąbrowski – fortepian, instrumenty klawiszowe, lira korbowa, śpiew (1985–1990), (2000–2002)
- Paweł Paluch – fagot, surma, flet, ksylofon (1985–1990), (2000–2002)
- Bogdan Mizerski – kontrabas, procesory efektowe (2004–2005)
- Witold Oleszak – fortepian, instrumenty klawiszowe, syntezator (2005–2010)

### Muzycy gościnnie
- Wojciech Woziński – działania na scenie, (1983)
- Andrzej Łakomy – trąbka, (1983)
- Krzysztof Fajfer – wiolonczela, (1985)
- Pascal Lefeuvre – lira korbowa, (2004)
- Jacek Hałas – fortepian, akordeon, (2004)
- Maciej Filipczuk – skrzypce, (2004)
- Michał Żak – flety, (2004)
- Nicolas Chatenoud – gitara, gitara basowa (2005–2010)
- Chris Cutler – perkusja, procesory efektowe (2008–2010)
- Roman Rauhut – gitara, (2008)

### Praca poza sceną
- Henryk Palczewski – organizacja koncertów, nagrań, marketing w kraju i za granicą (1982–1990), (2000- obecnie)
- Cezary Ostrowski – tłumaczenie tekstów, organizacja koncertów i nagrań (1982–1984), (2003)
- Krzysztof Żukowski – tłumaczenie tekstów, organizacja koncertów, nagrań, marketing w kraju i za granicą (2005- obecnie)

## Historia

### Pierwszy skład 1982–1985
Zespół powstał w listopadzie 1982 w Poznańskim Liceum Sztuk Plastycznych. Pierwszy koncert Reportaż odbył się w poznańskim klubie „Nurt” (21 grudnia 1982) podczas „1 Festiwalu Muzyki Nowofalowej” wraz z zaprzyjaźnioną grupą „Radio Warszawa”. Przygotowania do występu trwały bardzo krótko. Muzycy odcinali się od punk rockowego rodowodu, próbując w nowym projekcie muzycznym inaczej wykorzystać elementy New Wave i punk. W początkowym okresie Reportaż był pod wpływem „Devo”, „B-52's”, „Public Image Ltd”
Grupę założył perkusista i wokalista Andrzej Karpiński. Do współpracy zaprosił szkolnego kolegę basistę Piotra Łakomego, z którym przedtem grał w punk rockowym zespole Sten i nowofalowym zespole SOC, oraz Marzenę Kaczmarek również szkolną koleżankę, a potem żonę, obsługującą miniaturowe klawiatury produkcji radzieckiej. Po kilku miesiącach prób do grupy dołączył kolejny plastyk Jacek Hałas, który grał na fortepianie i Reportaż, jako kwartet (7 stycznia 1983), dał koncert „Piedestał” na „2 Festiwalu Muzyki Nowofalowej” w poznańskim „Nurcie”. Marzena Kaczmarek opuściła grupę i (21 lutego 1983) trio wystąpiło z programem Łosoś w Poznańskiej Akademii Sztuk Pięknych, klub Dno w Galerii AT. Był to zaledwie szósty koncert zespołu, a zarazem pierwszy z wyraźnie opracowaną, własną formułą występu, która później była modyfikowana wraz z rozwojem muzyki. Muzycy tworzyli pod wpływem Residents, Zamla Mamas Mamma, Cabaret Voltaire.
W tym okresie Reportaż grał muzykę w formie kilkuminutowych utworów rockowych o niebanalnych tematach, mocno uwypuklonych napięciach emocjonalnych i ekspresyjnej kolorystyce. Każdy koncert był starannie przygotowywany i stanowił zarówno pod względem muzyki, jak i inscenizacji jednorazowe wydarzenie artystyczne,. Koncerty nie były powtarzane, miały osobny tytuł. Specjalna scenografia miała na celu zaakcentowanie atmosfery koncertu, a prezentowane na scenie obrazy ilustrowały poszczególne kompozycje. Namalowane przez członków zespołu ilustracje, stanowiły specyficzny komentarz do utworów. Wszyscy członkowie zespołu byli wtedy uczniami jednej klasy poznańskiego Liceum Plastycznego. Miało to ogromny wpływ na ówczesny styl muzyki Reportażu oraz na wygląd sceny.
Muzycy tworzyli i prezentowali kolejne programy koncertowe. (4 czerwca 1983) Witraż 1 na Festiwalu Zespołów Nowofalowych w klubie Od Nowa w Toruniu, Witraż 2 zaprezentowany w warszawskiej Rivierze-Remont na festiwalu Hot Rock (15 lipca 1983), lub Domator w poznańskim klubie Nurt (29 listopada 1983). Koncert Domator odbywał się przy włączonym odbiorniku telewizyjnym, zwróconym w kierunku publiczności. Na scenie, w fotelu bujanym, siedział w pidżamie przyjaciel muzyków i czytał prasę. W miarę upływu czasu kompozycje Reportażu przybierały coraz bardziej rozbudowane formy. Pojawiły się elementy impresjonistyczne i ilustracyjne. Zespół wykorzystywał inne gatunki, jak jazz, muzyka poważna, muzyka konkretna, ludowa, elementy kiczu. Zastosowane były one jako symbole, przewrotnie zaadaptowane nabierały innego wymiaru percepcyjnego.
Reportaż unikał festiwali, koncentrował bardzo rzadko, preferował koncerty indywidualne. Powstawały kolejne programy, np. Muzyka Potrzebna (24–25 września 1984) z amerykańskim duetem awangardy rockowej Skeleton Crew (Fred Frith i Tom Cora). (13 luteg0 1985) w poznańskim Nurcie zaprezentowano koncert Prosimy nie Powtarzać. Scena wraz z sufitem i podłogą były wyklejone ówczesną gazetą Rzeczywistość a pomiędzy muzykami i słuchaczami zawieszona była na szubienicy styropianowa makieta papugi ponad metrowej wielkości. Utwory i teksty niosły komentarze na temat relacji społecznych i polityki. W tym okresie Reportaż nawiązał współpracę z londyńską Recommended Records i Chris Cutler umieścił trzy utwory grupy w kwartalniku literacko-muzyczno-plastycznym w postaci LP i wydawnictwa Recommended Records Quarterly Vol. 1, nr 2 obok muzyków: Fred Frith, Chris Cutler, Dagmar Krause, Tom Cora, Duck and Cover, David Thomas (listopad 1985). Był to najdojrzalszy skład Reportażu, złożony wyłącznie z plastyków. Reportaż był wtedy pod wpływem muzyki grup; Henry Cow, Cassiber, Art Bears.

### Drugi skład 1985–1990

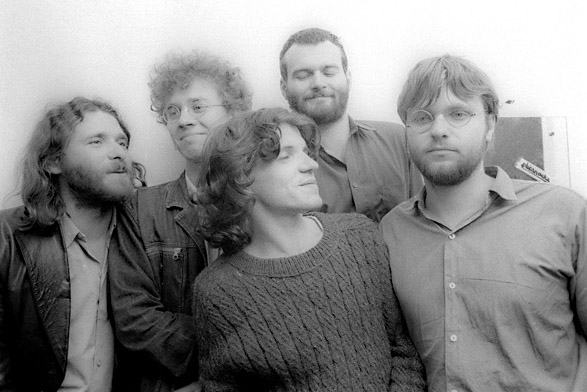
Reportaż – Palczewski, Paluch, Karpiński, Łakomy, Dąbrowski. Festiwal „Poza Kontrolą”, Riviera-Remont, Warszawa 1986

(29 kwietnia 1985) zaszła gruntowna zmiana składu i idąca za nią zmiana instrumentarium. Od zespołu odszedł Jacek Hałas, a jego miejsce zajęło trzech muzyków. Dwóch z eksperymentalnej grupy Happening, studenci Akademii Muzycznej z Poznania: Paweł Paluch (fagot, flet, ksylofon), Arnold Dąbrowski (fortepian, syntezator, śpiew), oraz wiolonczelista Krzysztof Fajfer. Ten ostatni nie grał jednak długo. (17 października 1985) na koncercie W oczekiwaniu na to samo w klubie Nurt w Poznaniu, oraz (7 grudnia 1985) w pilskim WDK na festiwalu Rock Out Reportaż wystąpił jako kwartet i w takim składzie grał do 1988
Koncepcja muzyki nie zmieniła się. Był to rozbudowany rock, zmierzający w stronę awangardy. Rozszerzone instrumentarium zezwalało na bogate aranżacje o rozleglej kolorystyce. Istotną zmianą formy było wprowadzenie zespołowych improwizacji. Podczas koncertów nastąpiło spotkanie intelektualnego, świadomego przygotowania koncepcji z jej żywiołową, ekspresyjną formą. Aranżowane utwory stały się punktami spinającymi kolektywne improwizacje, a zarazem tematami wyjściowymi. Muzyka nabrała charakteru totalnego rocka. Wymagała ona od słuchacza maksymalnego skupienia podczas całego koncertu. Wystrój sceny zmieniono i odtąd tuż nad głowami muzyków zwisała jedynie mała żarówka, podczas gdy cała scena tonęła w mroku. Elementem plastycznym były ruchy postaci muzyków podczas gry, jakby materialnym urzeczywistnieniem dźwięków.
Prezentując taką właśnie formę koncertów zespół wystąpił na warszawskich festiwalach Rock Front, Marchewka, oraz Kontrola i Poza Kontrolą (1986–1987) z programem Prawo Ciążenia oraz z muzyką improwizowaną. Reportaż został zaproszony do sesji nagraniowych muzyki Lecha Jankowskiego (ścieżki dźwiękowe do filmów Braci Quay). Grupa zagrała koncert zamknięty dla Braci Quay w klubie Pod Lipami w Poznaniu (16 października 1987) oraz nagrała muzykę do wielu audycji i słuchowisk radiowych, np. w reżyserii Waldemara Modestowicza. Muzyka grupy była wykorzystywana w spektaklach teatralnych i filmach dokumentalnych. W (1987) z zespołu odszedł basista Piotr Łakomy i grupa jako trio kontynuowała działalność. Do listy grup wpływających w tym czasie na Reportaż można dopisać Art Zoyd.

W (1988) powstał program, a właściwie 60-minutowa kompozycja W górę Rzeki. Było to opowiadanie z tekstami i monologami Andrzeja Karpińskiego na temat sytuacji w Polsce. Treść projektu miała charakter polityczny, wyraźnie prawicowy. 

…i nie wiem czy mam jeszcze walczyć z potworem, co trzyma mnie dawno w garści parszywej, a potem wymyśla wciąż nowe i lepsze do zagłuszania mojego skomlenia…

. Program ten prezentowany był w Poznańskim klubie Słońce, gdańskim Rudym Kocie i warszawskiej Rivierze Remont. W tym czasie Reportaż nagrał Up the River dla londyńskiej Recommended Records. Dopiero po sukcesach zagranicznych grupa otrzymała propozycję nagrania płyty dla polskiej wytwórni Tonpress. Nagrano płytę eksperymentalną. Pierwsza strona zawierała kompozycje aranżowane a druga totalną improwizację, nagraną na żywo, bez żadnych poprawek. Dodatkowym atutem płyty było zaprojektowanie przez Andrzeja Karpińskiego pierwszego, graficznego „środka” polskiej płyty winylowej. Dotąd, krążki graficzne, zawierały informacje tekstowe na jednolitym tle.
Reportaż prezentował W górę Rzeki w wielu klubach w Polsce. Ostatnim koncertem był występ w duecie (Karpiński/Dąbrowski) w Lublinie, w Chatce Żaka (16 maja 1989). Koncert zatytułowano Przyśpieszony i akcja rozgrywała się w pociągu. Znów teksty nawiązywały do obyczajów i problemów społeczno-politycznych. Z powodu choroby Pawła Palucha muzycy byli zmuszeni do redukcji środków wyrazu, przez co powstał nowy, parateatralny koncert Reportażu. Formuła ta kontynuowana była potem w dalszych metamorfozach zespołu. Z powodu kilkuletniego wyjazdu Andrzeja Karpińskiego za granicę, grupa Reportaż w (1990) zawiesiła działalność.

### Reaktywacja 2000–2009

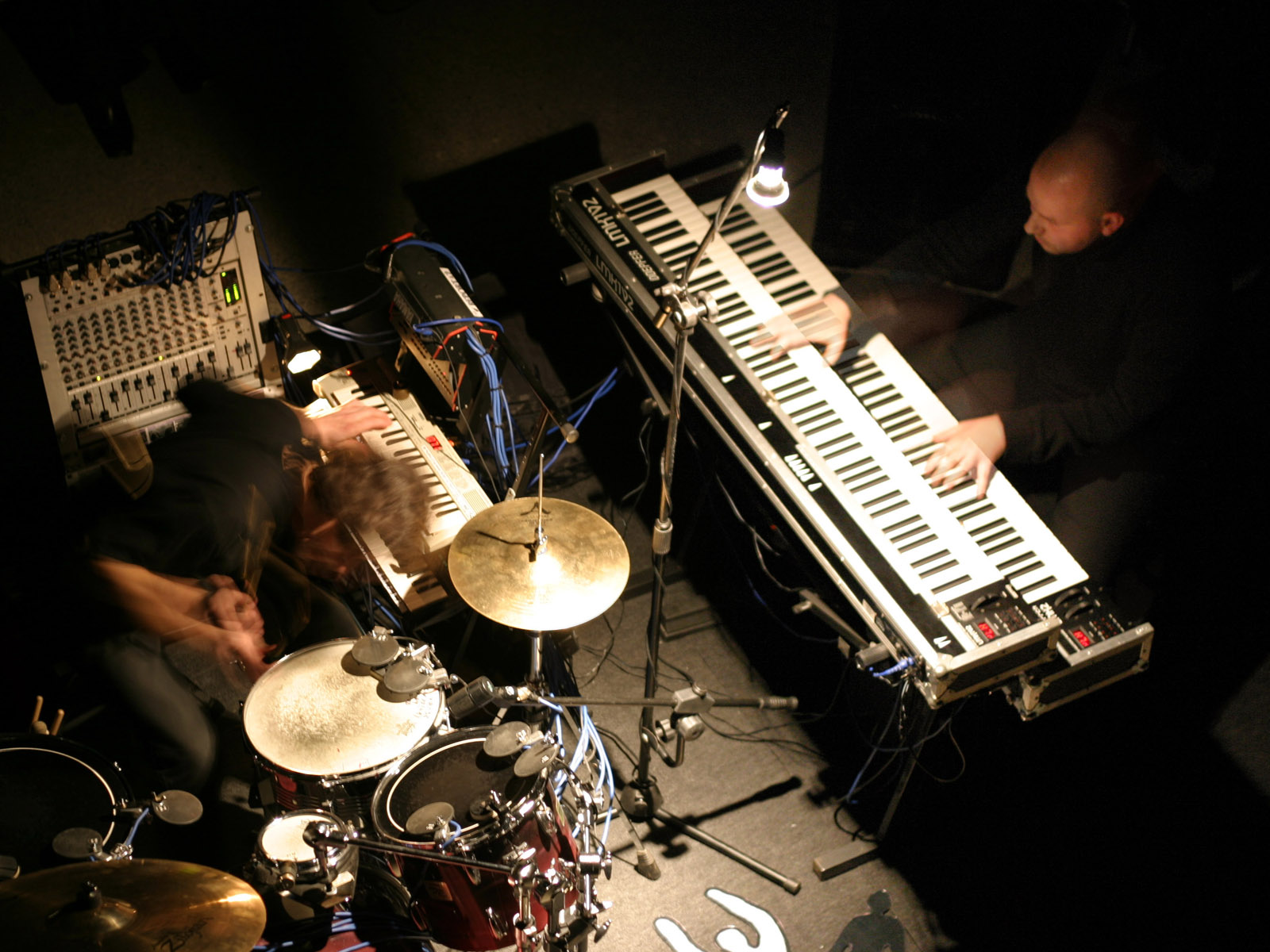
Reportaż – Projekt Bezsensory, Stary Browar, Poznań 2005 r.

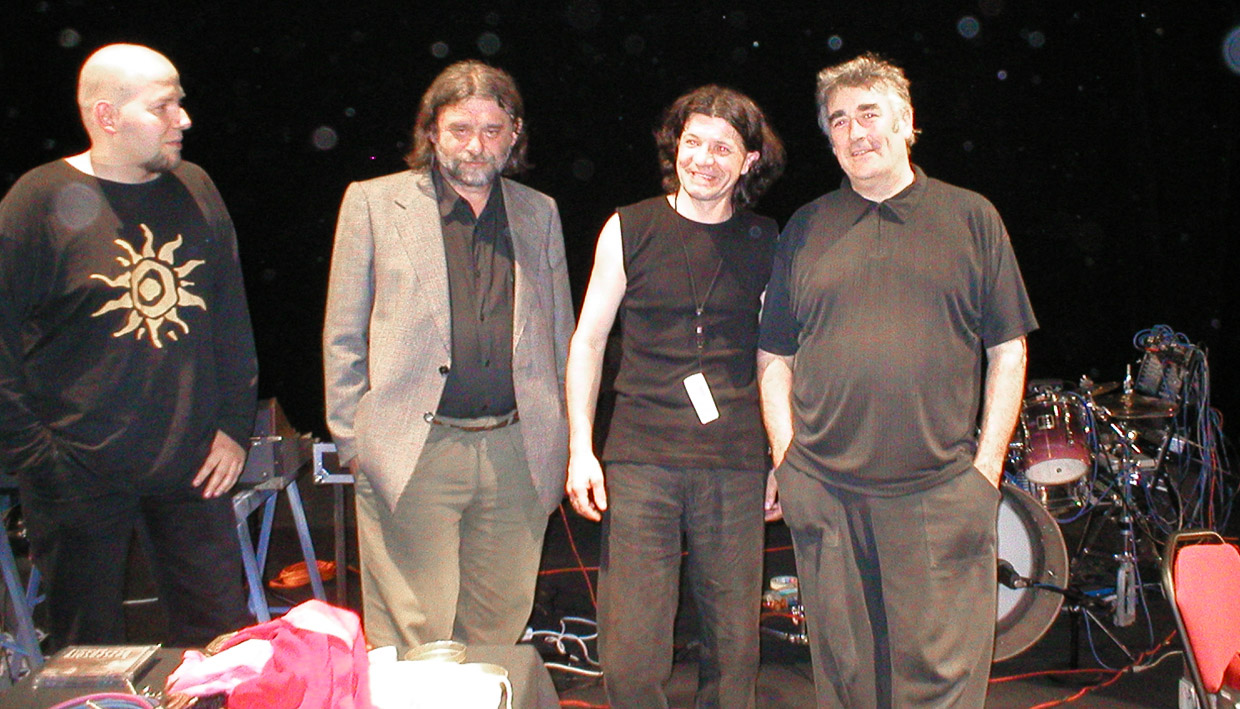
Witold Oleszak, Henryk Palczewski, Andrzej Karpiński, Fred Frith, Poznań 2006 r.

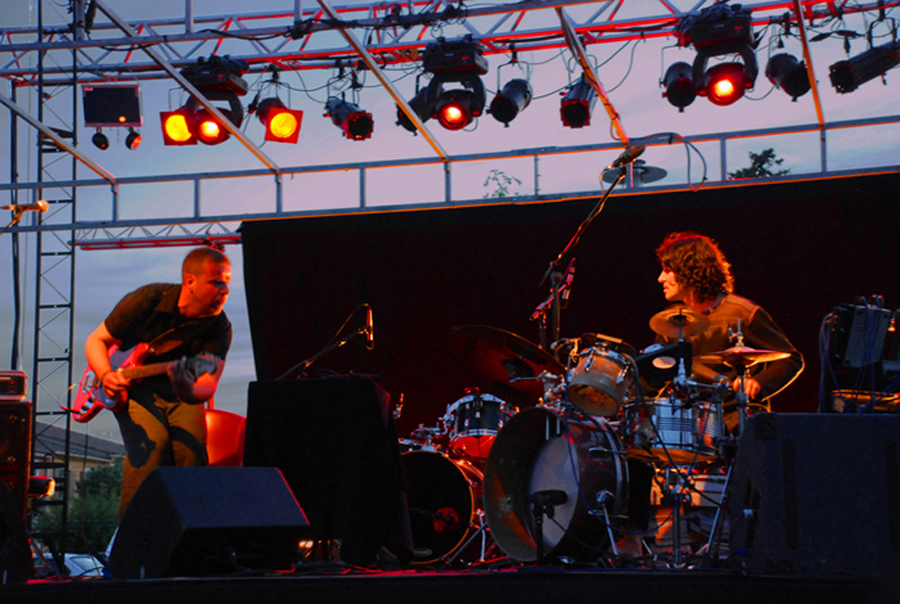
Projekt POGOFONIC – Chatenoud, Karpiński, festiwal Gare Aux Oreilles, Awinion 2007 r.

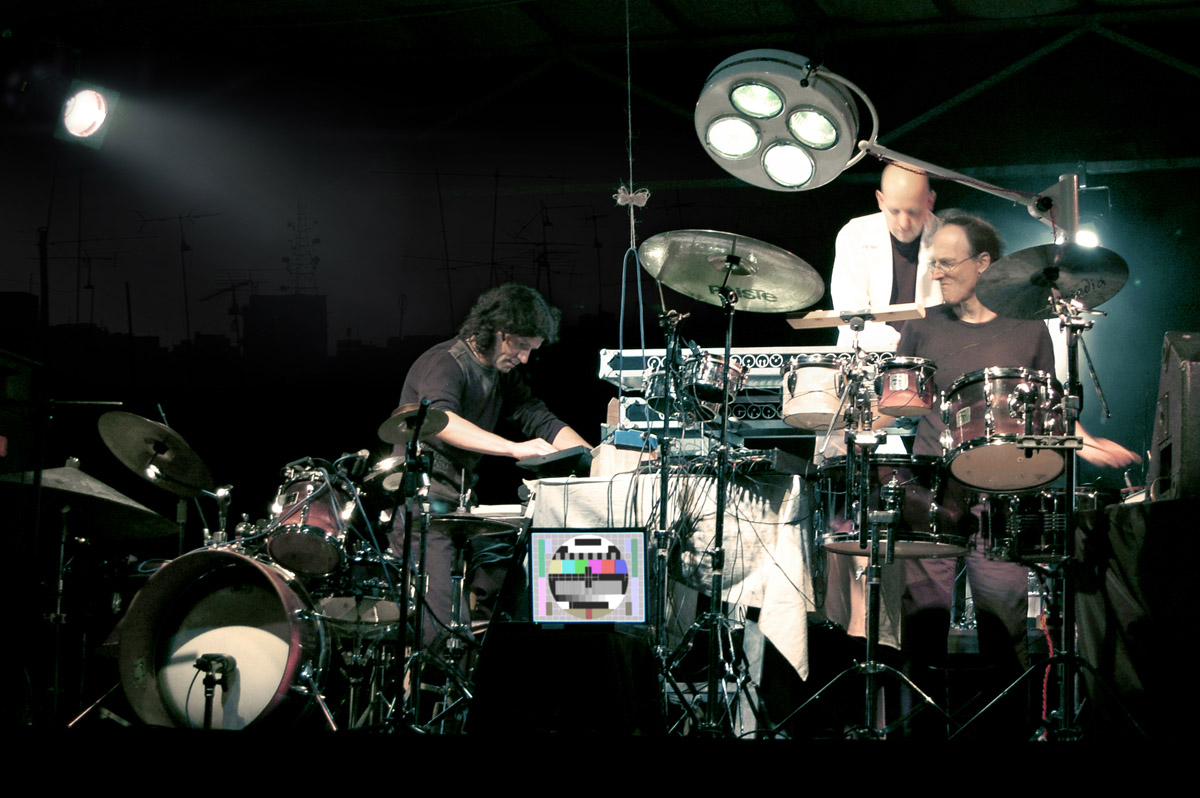
projekt Operacja Media – Andrzej Karpiński, Witold Oleszak, Chris Cutler, Poznań 2008 r.

W 2000 Reportaż reaktywował się w składzie: Karpiński, Dąbrowski, Paluch. Muzycy eksperymentowali z elektronicznym przetwarzaniem instrumentów akustycznych. Zbudowano system połączeń umożliwiający przetwarzanie wszystkich instrumentów jednocześnie. Fortepian, fagot i perkusję kontrolowano przez przetworniki gitarowe. Muzyka i teksty były improwizowane. Próby trwały trzy lata, lecz nie doszło do żadnego koncertu i od (2003) projekt kontynuował Andrzej Karpiński – solo. Powstało opowiadanie muzyczne (Gulasz z serc). Andrzej Karpiński grał jednocześnie na zestawie perkusyjnym i mini syntezatorach analogowych uzyskując efekt kilkuosobowego zespołu. W trakcie zapętlonych fraz deklamował swoje teksty używając wielu rekwizytów. Teksty opisywały zdziczały konsumpcjonizm, pozorny postęp człowieka i nadmiar biurokracji, np.: 

…w ustępie pierwszym jest napisane: biedni i bez układów nie będą brani pod uwagę, w drugim ustępie, na samym wstępie o prawdy trzymaniu za zębami o władzy przywilejach, z których niemoralne jest korzystanie a głupotą nie skorzystanie, ustęp trzeci jest dla dzieci, natomiast w ustępie czwartym jest cały sens zawarty…

. Projekt pierwszy raz zaprezentowano (2003) w pracowni Audiosfery Leszka Knaflewskiego w poznańskiej ASP, oraz na koncertach indywidualnych i festiwalach; Malta (2003), Zdaerzenia (2004).
Reportaż w formule solo, skomponował muzykę do spektaklu Gra 1 czas Iwony Pasińskiej z Polskiego Teatru Tańca. Materiał ten Karpiński postanowił wydać na płycie. Ukazały się wtedy dwie płyty; Muzyka do tańca i Gulasz z serc, będące pierwszymi wydawnictwami Reportażu po kilkuletniej przerwie. W (2004) odbyły się ostatnie koncerty Reportażu – solo. Był to projekt Muzyka z Fabryki. Andrzej Karpiński nagrał dźwięki przemysłowe w fabryce lakierów i odtwarzał je, grając równocześnie improwizacje perkusyjne na specjalnie zbudowanym instrumencie. Była to perkusja wykonana z puszek po farbach, przetwarzana elektronicznie. Seria koncertów odbywała się przez siedem dni na targach Automechanika, Frankfurt nad Menem (2004).

W 2004 Reportaż rozszerzył skład o kontrabasistę Bogdana Mizerskiego. Wraz z nim powstał projekt Pogady. Scena wypełniła się wielkimi, plastikowymi literami alfabetu, a muzycy starali się „gadać” ze sobą poprzez improwizacje zelektryfikowanej perkusji Karpińskiego i przetwarzanego elektronicznie kontrabasu Mizerskiego. Na tym tle, były deklamowane lub wykrzykiwane teksty, stanowiące ciągi wyrazów. Słowa wyrażały możliwość zredukowania opisu otoczenia do kilku przymiotników, np.: 

…sterowanie ręczne, malowane ręczne, prace ręczne, obrączki i obręcze, poręczyciel, doręczyciel, dręczyciel, stręczyciel, myjnia ręczna, piłka ręczna, hamulec ręczny, nieporęczne poręcze, zaręczyny, rękoczyny, podręczniki i ręczniki, poręczenie, ręczna obsługa, ręczne malowanie, podręczne ręczniki ręcznie malowane…

. Projekt Pogady prezentowano m.in. na festiwalach; Malta (2004), Era Nowe Horyzonty (2004).
W tym samym roku Bogdana Mizerskiego zastąpił pianista Witold Oleszak, który dodatkowo obsługiwał klawiatury analogowe. Reportaż pracował nad systemem improwizacji, opartej na miniaturowych motywach muzycznych, zwanych na roboczo przez muzyków Bezsensory. Tak też nazwano nowy, całkowicie instrumentalny projekt Reportażu. Muzycy postanowili dać serię koncertów realizowanych i nagrywanych przez własną konsoletę. Niezmienność parametrów dźwięku zaowocowała wielogodzinnym materiałem nagraniowym wysokiej jakości. Eksperyment trwał ponad rok i muzycy dokonali wyboru fragmentów improwizacji. Powstał materiał na płytę ezsensory/Nonsensors wydaną w (2005) przez ARS2.
Andrzej Karpiński pracował nad nowym projektem Krzesło Eklektyczne. Projekt polegał na półgodzinnych improwizacjach wyłącznie w duetach, z różnymi muzykami, ale w ramach jednego koncertu. Partnerami Karpińskiego mieli być muzycy o przeciwstawnym temperamencie; kontrabasista bluesowy Bogdan Mizerski, muzyk folkowy Jacek Hałas i pianista z punk rockowym rodowodem Witold Oleszak. Krzesło Eklektyczne Reportażu otrzymało w (2005) negatywną odpowiedź od festiwalu Era Nowe Horyzonty i Malta. Projektem zainteresował się francuski perkusista, współtwórca RIO i Gare aux Oreilles Guigou Chenevier i zaproponował Karpińskiemu realizację projektu w Awinion, we Francji, gdzie w (2005) odbyło się spotkanie na temat projektu o zmodyfikowanym tytule Eclectic Chair/Europe Project. Zaproponowano wirtuoza gitary sardyńskiej Paolo Angeli i gitarzystę z grupy Volapuk Guigou Cheneviera Nicolasa Chatenouda. Dotąd wszystko miało się odbywać pod szyldem Reportaż, jednak kalendarz Paolo Angeli nie pozwalał na udział w próbach, które odbyły się tylko w duecie Karpiński – Chatenoud. W muzyce Reportażu nigdy nie występowała gitara elektryczna. Karpiński, być może po przesyceniu punk rockiem (1979-1982), przez wiele lat unikał tego popularnego instrumentu w składzie Reportażu. Z powodów artystycznych postanowiono nie włączać duetu z Awinion do estetyki Reportażu. I tak, w naturalny sposób, powstał polsko/francuski duet Pogofonic.
Na przełomie 2007/2008 Andrzej Karpiński w duecie z Witoldem Oleszakiem rozpoczęli pracę nad dwoma, nowymi projektami Reportażu; Emotikony i Piktogramy oraz Operacja Media. Pierwszy polegał w części na powrocie do projektów z lat 80., na ekspozycji ilustracji w trakcie koncertu. Teraz jednak ilustracje były inspiracją do muzyki improwizowanej. Zbiór współczesnych znaków, emotikonów lub piktogramów tworzył szkice, zaczątki krótkich, często złośliwych komentarzy na aktualne tematy a muzycy improwizowali zgodnie z przedstawianymi obrazami przy świetle żarówki. Operacja Media natomiast, odbywała się przy świetle starej lampy medycznej, oświetlającej stół pomiędzy muzykami. Na białym blacie operacyjnym znajdowało się nagłośnione radio i atrapa telewizora, w którym chodziła żywa kura. Muzycy, w białych kitlach, w trakcie koncertu „manipulowali”, demontowali odbiorniki i sprawdzali co mają w środku. Tło sceny stanowiła kompozycja ze starych anten telewizyjnych. Teksty mówiły o współczesnych wojnach medialnych. Projekt realizowano wspólnie z angielskim perkusistą Chrisem Cutlerem.

### Powrót do źródeł (od 2010)
Po latach tworzenia przez zespół Reportaż muzyki totalnie improwizowanej, trzasków, szelestów, a nawet destrukcji, Karpiński pracował teraz nad bardziej przejrzystą i zorganizowaną formą muzyki. Projekt był niejako kontestacją – panującej kontestacji formy, odpoczynkiem, wyciszeniem, powrotem z dalekiej podróży. Nastąpiła redukcja instrumentarium, eliminacja wszystkiego co zbędne, szczególnie instrumentów klawiszowych. Znów w muzyce Reportażu pojawiła się treść. Rozpoczęła się praca nad połączeniem bębnów z głosem, jako pierwotnych źródeł muzyki. Rolę dawnych piszczałek pełnił ozdobny, atonalny mini syntezator wstęgowy. Karpiński stworzył układ elektroniczny umożliwiający nagrywanie pętli akustycznej perkusji i natychmiastowe jej odtwarzanie bez utraty jakości dźwięku. Podobnej obróbce elektronicznej poddawany był głos. Powstało mobilne studio wielośladowe umożliwiające nagrywanie koncertów na żywo. Początkowo do projektu byli zapraszani zawodowi śpiewacy operowi, jednak koncepcja nie spotkała się z ich akceptacją. Ostatecznie w (2013) roku zostały ukończone prace nad projektem Głos z Wielkopolski, czyli Domowy Wyrób Kiełbas. Prostymi środkami uzyskano równowagę między formą a treścią. Połączono słowo z dźwiękiem w kierunku stworzenia bardziej słuchowiska muzycznego niż koncertu. Projekt zawierał autorskie teksty współczesne i utwory aranżowane, wkomponowane między teksty historyczne i muzykę improwizowaną. W projekcie wykorzystano cytaty z Encyklopedii Staropolskiej, opracowanej przez Aleksandra Brücknera, wydanej w (1937) roku przez Dom Wydawniczy TEM (Trzaska, Evert i Michalski), reprint Wydawnictwo Naukowe PWN 1991 r. W tym czasie zespół występował bez basisty Piotra Łakomego w składzie: Andrzej Karpiński – perkusja, głos i Marzena Karpińska – melodeklamacje.

## Dyskografia

### Kasety magnetofonowe
- (1983) Witraż CC live, ARS2 01
- (1983) Domator CC live, ARS2 02
- (1984) Muzyka Potrzebna CC live, ARS2 03
- (1985) Prosimy nie Powtarzać CC live, Anti Music Der Landsch, ARS2 04
- (1985) Sensationnelle Nr.3, Nr.4 CC, kompilacja, live, Illusion Production PO22, Lion sur Mer, Francja
- (1985) Transient Sonic Stimulants Volume 1 & 2 CC, kompilacja, ZIDSICK XXXII/XXXX, Louisville, USA
- (1986) W oczekiwaniu na to samo CC live, ARS2 05
- (1987) Insane music for insane people Vol.8 CC, kompilacja, Insane Music, Trazegnies, Belgia
- (1987) Muzyka CC, ARS2 07
- (1987) Muzika CC, ADN TAPES, Mediolan, Włochy
- (1988) W górę rzeki CC, ARS2 08
- (1988) Polish Road Org C.08 (W górę rzeki) CC, kompilacja, A.P.E.A.C. Organic Tapes, Grenoble, Francja

### Płyty gramofonowe
- (1985) Re Records Quarterly Volume 1 Nr. 2, LP, kompilacja, Recommended Records XI 85, Londyn[7][8]
- (1987) Reportaż (oryginalny tytuł nieprzyjęty przez ZAiKS: Wybór) LP, Tonpress SX-T 129[9]
- (1989) Up the river LP, Recommended Records PE 05, Londyn[10]

### Płyty kompaktowe
- (2003) Gulasz z serc CD (wydanie własne)[11]
- (2003) Muzyka do tańca CD (wydanie własne)[12]
- (2005) Bezsensory/Nonsensors CD ARS2[13]
- (2008) The Points East Box (Historic numbered art edition – book and box) 12xCD, kompilacja, ReR Megacorp, Londyn
- (2015) Sampler IV, Requiem Records, Warszawa
- (2020) Intonarumori: ieri ed oggi, ReR Megacorp, Londyn[14][15]
- (2023) ADN 40th Anniversary – 40 Years 40 Tracks, ReR Megacorp, Londyn[16]

## Radio

### Prezentacje radiowe
- (1983) 23 marca, Studenckie Radio Winogrady, Cezary Ostrowski, Poznań
- (1984) 12 marca, K.X.C.I.91.7FM, Sheila Key, Tucson, USA
- (1984) 2 czerwca, W.M.U.H., Joe Schmidt, Allentown, USA
- (1984) 7 czerwca, K.G.N.U., David Lichtenberg, Boulder, USA
- (1984) 14 października, Studenckie Radio Winogrady, Dariusz Klincewicz, Poznań
- (1985) 4 marca, Radio N.York, Fred Frith, Nowy Jork, USA
- (1985) 17 października, Radio Mondeville, Sylwia Mortineau, Mondeville, Francja
- (1986) 2 lutego, La voix du lezard, J.B. Vaxelaire, Paryż, Francja
- (1987) 25 stycznia, Trójka, Polskie Radio, audycja o festiwalu Marchewka'87, Grzegorz Brzozowicz, Warszawa
- (1987) 28 stycznia, Trójka, Polskie Radio, audycja o festiwalu Kontrola 86/87, Grzegorz Brzozowicz, Warszawa
- (1987) 9 marca, K.Z.S.C. 88,1 FM, University of California, fragment koncertu Domator, Sheila Key, Santa Cruz, USA
- (1987) 22/29 marca Trójka, Polskie Radio, audycje przed i po festiwalu Marchewka'87, Warszawa
- (1987) 14 października Trójka, Polskie Radio, audycja Rock po polsku; Piotr Nagłowski, Warszawa
- (1988) 25 stycznia, Trójka, Polskie Radio, Rock po polsku, Maciej Chmiel i Grzegorz Brzozowicz, Warszawa
- (1988) 25 marca, Radio Merkury, Poznań
- (1988) 13 sierpnia, Trójka, Polskie Radio, nowości Tonpressu, Piotr Majewski, Warszawa
- (1988) 17 września, Trójka, Polskie Radio, nowości płytowe, Warszawa
- (1989) 24 kwietnia, g. 15:05, Trójka, Polskie Radio, audycja DemoTop, Rock po polsku, kompozycja Sen na 2 miejscu listy słuchaczy, Warszawa
- (1989) 28 kwietnia godz. 15:10, Rozgłośnia Harcerska PR 2 Polskie Radio, kompozycja Zmartwienie, Warszawa
- (1989) 8 maja, g. 15:05, Trójka, Polskie Radio, audycja DemoTop, Rock po polsku, kompozycja Sen na 3 miejscu listy słuchaczy, Warszawa
- (1989) 22 maja, g. 15:05, Trójka, Polskie Radio, audycja DemoTop, Rock po polsku, kompozycja Sen na 6 miejscu listy słuchaczy, Warszawa
- (1992) 16 grudnia, RMI FM, Krzysztof Frąckowiak, Poznań
- (2000) 29 maja Radio Merkury, Piosenka ładnie napisana, Maria Blimel, Wanda Wasilewska, Poznań
- (2003) 24 czerwca Radio Merkury, o koncercie Gulasz z serc, Malta Festival Poznań, klub BlueNote, Maria Blimel, Wanda Wasilewska, Poznań
- (2003) 12 maja Radio Merkury, relacja z koncertu Gulasz z serc, klub Piwnica 21, Maria Blimel, Wanda Wasilewska, Poznań
- (2003) 10 kwietnia Radio Merkury, o koncercie Gulasz z serc, klub Piwnica21, Maria Blimel, Poznań
- (2004) 2 kwietnia Radio Merkury, o koncercie Pogady, klub Piwnica21, Wanda Wasilewska, Poznań
- (2004) 1 lipca, g. 18.00, Radio BIS, Reportaż na Malcie, Warszawa
- (2006) 24 stycznia, Radio Merkury, o koncercie Bezsensory, klub Charyzma, Przemysław Terlecki, Poznań
- (2014) 17 lutego, Radio Merkury, o koncercie Głos z Wielkopolski, czyli Domowy Wyrób Kiełbas, Pawilon Nowa Gazownia, Mariusz Kwaśniewski, Poznań
- (2015) 6 kwietnia, g. 19:30, Radio Studnia, Muzyka ucha trzeciego nr850(1010), Henryk Palczewski, Piła
- (2015) 6 kwietnia, g. 21:00, Radio dla Wałcza, Muzyka ucha trzeciego nr850(1010), Henryk Palczewski, Piła
- (2015) 6 kwietnia, Radio Afera 98,6 FM, Zasypywanie Kanonu, Piotr Tkacz, Poznań
- (2017) 29 stycznia, g. 11:00, Radio Merkury, Niedziela na Głównym, Piotr Świątkowski, Jacek Butlewski, Poznań
- (2017) 7 listopada, g. 21:00, Radio Bunt, Bez Cięć cz. 1, Grzegorz Witkowski – podpis nieczytelny, Warszawa
- (2017) 14 listopada, g. 21:00, Radio Bunt, Bez cięć cz. 2, Grzegorz Witkowski – podpis nieczytelny, Warszawa
- (2018) 8 czerwca, g. 21:00, Radio Bunt, Bez cięć cz. 3, Grzegorz Witkowski – podpis nieczytelny, Warszawa

### Muzyka do słuchowisk i reportaży radiowych
- (1987) 18 stycznia, Trójka, Polskie Radio, słuchowisko Biesiada u hrabiny Kotłubaj według W. Gombrowicza, Waldemar Modestowicz, Warszawa
- (1987) 18 stycznia, Radio Merkury, słuchowisko Biesiada u hrabiny Kotłubaj według W. Gombrowicza, reżyseria Waldemar Modestowicz, Poznań
- (1987) 14 czerwca Radio Merkury, słuchowisko Wyimaginowana Podróż Reportażu, reżyseria Waldemar Modestowicz, Poznań
- (1987) 26 lipca Trójka, Polskie Radio, słuchowisko Wyimaginowana Podróż Reportażu, reżyseria Waldemar Modestowicz, Warszawa
- (2004) 27 sierpnia Radio Merkury, słuchowisko Bez Kontraktu (Docta), reżyseria Maria Blimel, Wanda Wasilewska, Poznań

## Telewizja

### Prezentacje telewizyjne
- (1989) 10 stycznia, g. 20:00, Non Stop Kolor, Pr. 2 TVP, Wojciech Mann, płyta Reportażu Wybór, Tonpress, Nowości Płytowe, Warszawa
- (2003) 10 kwietnia TVP3, Teleskop, o koncercie Gulasz z serc, w klubie Piwnica21, Dariusz Klincewicz, Poznań
- (2003) 24 czerwca TVP3, Teleskop, o koncercie Gulasz z serc w ramach festiwalu Malta, w klubie BlueNote, Dariusz Klincewicz, Poznań
- (2004) 1 kwietnia, TVP3, Teleskop, o koncercie Pogady, w klubie Kisielice i Piwnica21, Przemysław Cięgotura, Poznań
- (2004) 1 lipca, TVP3, Teleskop, o koncercie Pogady w ramach festiwalu Malta, D.Demianowska, A. Swarowska, Poznań
- (2006) 23 stycznia, TVP3, Teleskop, o koncercie Bezsensory, w klubie Charyzma, Dariusz Klincewicz, Poznań
- (2006) 2 czerwca, TVP3, Teleskop, o koncercie Pogofonic, e klubie Stary Browar, Mikołaj Żuławski, Poznań
- (2007) 20 marca, TVP3, Teleskop, o koncercie Bezsensory, w klubie Park w Pile, Dariusz Klincewicz, Marcin Formela, Poznań
- (2008) 11 września, TVP3, Teleskop, o koncercie Operacja Media, w CK Zamek w Poznaniu, Agnieszka Nawrocka, Dariusz Wasilewski, Poznań
- (2008) 24 września, TV Biznes, Style i Biznes, o koncercie Operacja Media, w CK Zamek w Poznaniu, Katarzyna Krawczyk, Wojciech Bubnowicz, Poznań
- (2014) 20 lutego, TVP3, Teleskop, o koncercie Głos z Wielkopolski czyli Domowy Wyrób Kiełbas, w Pawilon Nowa Gazownia w Poznaniu, Beata Grochowalska-Borzych, Paweł Pasiński, Poznań

### Muzyka dla telewizji
- (1989) ORF Austria/Niemcy, film dokumentalny pt. Die überlebenskünstler (Sztuka przetrwania), reżyseria Joana Radzyner.
- (2001) TVP Polonia, TVP Kultura, film dokumentalny o Jacku Hałasie Tu Jest Wszystko, D. Gajewski, z cyklu Centrum czyli pogranicze

### Muzyka dla teatru
- (1989) 20 czerwca, premiera, Teatr Nowy, Pocałunek Kobiety Pająka, Manuel Puig, reż. Waldemar Modestowicz, Poznań[17]
- (2002) 23/24 listopada, premiera, Polski Teatr Tańca, Atelier Polskiego Teatru Tańca, Gra I. Czas, choreografia Iwona Pasińska, scenografia Izabella Gustowska, Poznań[18]

### Muzyka do filmu
- (1990), sesja nagraniowa muzyki Lecha Jankowskiego do filmu Braci Quay Instytut Benjamenta